# OpenAI Operator
OpenAI Operator是由OpenAI開發的一個人工智慧代理，能夠透過網頁瀏覽器自主執行各種任務，包括填寫表單、下單購物、安排預約以及其他重複性的瀏覽器操作任務。它運用 OpenAI 的先進模型，擴展用戶在日常活動中的自動化應用能力。
Operator於2025年1月23日正式推出。2025年2月1日，它以有限存取權的研究預覽版本形式在美國向ChatGPT Pro訂閱者開放，未來計劃擴大適用範圍。
目前，Operator僅限美國的 ChatGPT Pro訂閱者使用，未來計劃擴展至 Plus、Team和企業 」用戶。

## 效能與限制
在基準測試中，Operator在OSWorld基準測試（OS 層級任務）中獲得38.1%的成績，而在 WebArena基準測試（網頁互動）中獲得58.1%。然而，其準確度尚未達到人類水準，且在處理複雜使用者介面和長流程操作上仍有局限性。

## 安全與隱私
OpenAI 強調在 Operator 中實施隱私與安全措施，包括嚴格的資料保護協議和內建的安全檢查機制，以防止未經授權的敏感操作或資訊濫用。 